# Giovanni Lanza
Giovanni Lanza, italijanski politik, * 15. februar 1810, Casale Monferrato, † 9. marec 1882, Rim.
Lanza je bil minister za notranje zadeve Italije (1864-65, 1869-73) in med 14. decembrom 1869 in 10. julijem 1873 bil predsednik Vlade Italije.